# Rete di primo livello
Una rete di primo livello (Tier 1 network in inglese) è una rete IP (tipicamente ma non necessariamente un Internet Service Provider) che si connette all'intera Internet soltanto attraverso un'interconnessione non regolata da contratto, conosciuta anche come peering. Un altro nome per una rete di primo livello è "transit-free" (libero transito), poiché non riceve nessuna tabella di transito completa da nessun'altra rete.
Nonostante non vi sia una definizione formale della "gerarchia dei livelli in Internet", la definizione generalmente accettata tra i professionisti del networking è:
- Primo livello - Una rete che comunica con ogni altra rete per raggiungere Internet.
- Secondo livello - Una rete che comunica con altre reti, ma che comunque acquista un transito IP per raggiungere almeno una porzione di Internet.
- Terzo livello - Una rete che acquista il diritto di transito da altre reti per raggiungere Internet.

## Lista di ISP IPv4 di primo livello
Di seguito, gli unici 15 ISP di reti di primo livello:
- AT&T Services (AS7018)
- Deutsche Telekom (AS3320)
- France Télécom (AS5511)
- GTT Communications (AS3257)
- Lumen Technologies (ex CenturyLink, ex Level 3) (AS3356)
- Liberty Global (AS6830)
- NTT (ex Verio) (AS2914)
- PCCW Global (A3491)
- Sprint Nextel Corporation (AS1239)
- Tata Communications (ex Teleglobe) (AS6453)
- Telecom Italia Sparkle (AS6762)
- Telxius (AS12956)
- Telia Carrier (AS1299)
- Verizon Business (ex UUNET) (AS701)
- Zayo Group (AS6461)

Segue una lista di reti di secondo livello che frequentemente vengono identificate come di primo livello ma non lo sono poiché rotte verso alcune reti di primo livello sono assenti o a pagamento. 
- British Telecom/AS5400 (transito Global Crossing/AS3549 e Sprint Nextel Corporation/AS1239)
- Cogent Communications/AS174 (transito Verio/AS2914 per raggiungere ATDN)
- France Télécom/AS5511 o OpenTransit (transito Sprint Nextel Corporation/AS1239)
- Hurricane Electric/AS6939 (transito Telia/AS1299)
- Internode/Agile/AS4739 (transito Verizon Business/AS701/AS703)
- Primus Telecom/AS11867 (transito Verizon Business/AS701/AS703 e Qwest/AS209)
- Time Warner Telecom/AS4323 (transito Sprint Nextel Corporation/AS1239)
- Vodafone Carrier Services/AS1273 (transito Telia/AS1299 per raggiungere AT&T/AS7018)
- XO/AS2828 (transito Sprint Nextel Corporation/AS1239, Level(3)/AS3356, ecc, peering a pagamento)